# Озовил сир Ри
Озовил сир Ри (фр. Auzouville-sur-Ry) насеље је и општина у северној Француској у региону Горња Нормандија, у департману Приморска Сена која припада префектури Руан.
По подацима из 2011. године у општини је живело 644 становника, а густина насељености је износила 80,7 становника/km². Општина се простире на површини од 7,98 km². Налази се на средњој надморској висини од 120 метара (максималној 156 m, а минималној 90 m).

## Демографија
| 1962. | 1968. | 1975. | 1982. | 1990. | 1999. | 2011. |
| ----- | ----- | ----- | ----- | ----- | ----- | ----- |
| 408   | 428   | 431   | 510   | 601   | 577   | 644   |

График промене броја становника у току последњих година